# Skalni kip Decebala
Skalni kip Decebala (romunsko Chipul regelui dac Decebal) je ogromna rezbarija obraza Decebala (vladal 87–106 n. št.), zadnjega kralja Dakije, ki se je boril proti rimskim cesarjem Domicijanu in Trajanu za ohranitev neodvisnosti njegove države, kar ustreza današnji Romuniji.
Skulptura je v bližini mesta Orșova v okrožju Mehedinți. Izdelana je bila med letoma 1994 in 2004, na skalnatem rogu nad reko Donave v Džerdapu, kjer reka tvori mejo med Romunijo in Srbijo. Kip daškega kralja je najvišji skalni relief v Evropi, saj je 55 m visok in 25 m širok.

## Ustvarjanje
Naročil jo je romunski poslovnež Iosif Constantin Drăgan in je trajalo 10 let, da jo je dokončalo dvanajst kiparjev. Glavni umetnik kipar je bil Florin Cotarcea iz Orșove. Po Drăganovem spletnem mestu je poslovnež kupil skalo leta 1992, nato pa je italijanski kipar Mario Galeotti ocenil lokacijo in izdelal začetni model. Prvih šest let je vključevalo miniranje skale v osnovno obliko, preostala štiri leta pa so bila namenjena dokončanju detajlov.
Pod obrazom Decebala je latinski napis, ki se glasi DECEBALUS REX—DRAGAN FECIT (Kralj Decebalus — Izdelal Drăgan). Rezbarija je bila postavljena nasproti starodavne spominske plošče, vklesane v skalo na srbski strani reke, obrnjeni proti Romuniji. Plošča, znana kot Tabula Traiana, beleži dokončanje Trajanove vojaške ceste ob Donavi in tako spominja na dokončni poraz Decebala s strani Trajana leta 105 in vključitev Daškega kraljestva v Rimsko cesarstvo. Drăgan je želel, da bi Srbi izrezali velikansko glavo rimskega cesarja, kot da bi se soočili z Decebalom na nasprotni strani reke, a so Srbi zavrnili.

## Pomen
Drăgan je bil vodilna osebnost v gibanjih protohronizma in dacianizma, nacionalističnih ideologij, ki so poskušale prikazati Romunijo kot glavno zibelko civilizacije in so Romunijo poistovetile z Dačani in starodavnim traškim cesarstvom, ki je domnevno prevladovalo v srednji Evropi. V tej ideologiji je bila Dakija, predrimsko ime Romunije, dedič te traške kulture, pogled, ki ga je Drăgan razložil v svoji knjigi in reviji Noì, tracii ("Mi Tračani").
Fundația Europeană Drăgan (Drăganova fundacija), navaja, da je »Giuseppe Costantino Dragan močan zagovornik teorije, da se je prvotni 'plamen' civilizacije začel na starodavnem ozemlju Romunije, in to trdi v svojem delu.« Drăgan je skulpturo videl kot kažipot do zibelke civilizacije. Citirajo ga: »Kdor potuje proti 'Decebal Rex Dragan Fecit', potuje tudi proti izvorom evropske civilizacije in bo odkril, da Združena Evropa predstavlja naravni potek zgodovine.«

## Opis
Michael Palin je v svoji knjigi Nova Evropa iz leta 2007 opisal kolosalno glavo:
 Ko se premaknemo v Kazansko sotesko, kjer Donava vstopi v majhno dolino, je na romunski obali v skalo vklesana ogromna glava skupaj z latinskim napisom 'Decebalus Rex - Dragan Fecit'. Izkazalo se je, da je manj stara, kot sem mislil, pravzaprav izvira iz 1990-ih. Izrezljana figura Decebala, dačanskega kralja, ki je sprejel vojsko cesarja Trajana in velja za velikega romunskega ljudskega junaka. Dragan, bolj prozaično, je bogat poslovnež, ki je plačal, da so ga izklesali. Na tej rahlo zlovešči noti oživljajočega nacionalizma preidemo v samo sotesko.
Nick Thorpe v The Danube: A Journey Upriver from the Black Sea to the Black Forest piše:
 Gorvodno od cerkve so v skalo, štirideset metrov visoko in petindvajset široko, vklesane čebulaste poteze Decebala, z brki in razprtih oči. Starodavni dačanski voditelj strmi čez reko v nasprotno pečino... Pečina, ki se dviga nad njegovo glavo v gozdnato pobočje, mu daje iluzijo velikega čela ali koničastega čarovniškega klobuka.